# L'Espérance (Surinamerivier)
L'Espérance is een voormalige suikerplantage aan de Surinamerivier in de kolonie Suriname.

## Locatie
De plantage was gelegen aan de Surinamerivier in het opvaren aan de rechterzijde, grenzend stroomopwaarts aan de houtgrond Namrek, stroomafwaarts aan plantage Eikenhoop. In 1819 was de plantage 2.000 Surinaamse akkers groot, ongeveer 859 hectare. Er werd suikerriet verbouwd.

## Eigendomssituaties
(naar jaar)
- 1737-1770: Erven Jan Coutier
- 1819: C.D. Graham, H.Davidson en A. Barklij
- 1820: C.D. Graham en A. Barklij
- 1824: H. Davidson
- 1827: W. Fraser
- 1831: Boedel W. Fraser
- 1863:Nicolaas Joseph James Tyndall (wonende op de plantage), George Henry Tyndall (Verenigde Staten) en Charles Samuel Tyndall (Australië).

## Emancipatie
Bij de afschaffing van de slavernij in Suriname in 1863 werden op L'Espérance aan de Surinamerivier 109 slaven vrijgemaakt, waarbij 42 nieuwe familienamen werden geboekstaafd, te weten:
Africa, Ast, Aurora, Bau, Boston, Cotin, Dankmijer, Duikelaar, Ellen, Engeland, l’Espérance,  Fitz-Cameron, Fitz-Elisabeth, Fitz-Henry, Fitz-James, Fitz-Jim, Fitz-Joseph, Fitz-Nicholas, Fitz-Samuel, Fitz-Thomas, Fitz-William, Georgetin, Guernsey, Hannan, Jamesson, Jimmin, Ladnijt, Lauras, Liverpool, Maats, Margaret, New York, Ormskirk, Piek, Pompey, Remus, Rietgat, Salem, Shelenak, Stieben, Tammas en York.